# Aranyeső Yuccában
Az Aranyeső Yuccában (eredeti cím olaszul: Occhio alla penna) 1980-ban készült, 1981-ben bemutatott olasz western–filmvígjáték, amelynek főszereplője Bud Spencer. Az élőszereplős játékfilm rendezője Michele Lupo, producere Horst Wendlandt. A forgatókönyvet Gene Luotto írta, a zenéjét Ennio Morricone szerezte. A mozifilm az Alex Cinematografica gyártásában készült. Műfaja western-filmvígjáték.
Olaszországban 1981. március 6-án, Magyarországon 1985. augusztus 15-én mutatták be a mozikban.
Jóllehet a spagettiwestern műfajában az 1980-as években bealkonyult, ám a rendezőnek, Michele Lupónak és a főszereplőnek, Bud Spencernek sem voltak a filmmel kapcsolatban illúziói. Inkább nosztalgiafilmnek szánták, ám így is nagyon népszerű alkotás született meg.
A műfaj hagyományaihoz híven Spanyolországban készült a film, bár ezúttal nem társultak bele spanyol filmvállalatok, mint a hajdani nagy produkcióknál, azonban egy neves spanyol színész, Jesús Guzmán feltűnik a filmben.

## Cselekmény
Buddy (Bud Spencer) egy papírból felállított indiánsereg törzsfőnökének álcázva magát megmenti a gazfickó Girolamót. Ám hamar megbánja jótettét, a túlságosan is ragaszkodó Girolamo ugyanis rendszerint akkor tűnik fel, amikor ő épp evéshez látna. Mivel Buddynak már rendkívül korog a gyomra, pénzük pedig nincs, az útjuk során zsákmányolt bőröndben bízik, amiben azonban arany helyett orvosi műszereket talál. Hogy élelemhez jusson, az újdonsült "doktor" hamarosan gyógyítani kezd. De az élelemben megnyilvánuló segítséget itt sem élvezhetik nyugodtan, mert négy bandita támadja meg őket.

## Szereplők
| Szereplő                 | Színész                | Magyar hang       |
| ------------------------ | ---------------------- | ----------------- |
| Buddy                    | Bud Spencer            | Bujtor István     |
| Girolamo                 | Amidou                 | Székhelyi József  |
| Bronson seriff           | Joe Bugner             | Kristóf Tibor     |
| Colorado Sim             | Riccardo Pizzuti       | Szersén Gyula     |
| Popsy                    | Piero Trombetta        | Tyll Attila       |
| Sarto                    | Carlo Reali            | Márton András     |
| Romy Gordon              | Andrea Heuer           | Herczeg Csilla    |
| Cosi                     | Osiride Pevarello      | Haraszin Tibor    |
| Slim egyik emberei       | Marcello Verziera      | Haraszin Tibor    |
| Smithson professzor      | Renato Scarpa          | Szacsvay László   |
| Lovassági őrnagy         | Jesús Guzmán           | Kun Vilmos        |
| Lovassági tiszt          | Salvatore Basile       | Horváth László    |
| Cowboy a vonaton         | Lionello Pio Di Savoia | Perlaki István    |
| Kövér nő a vonaton       | Alessandra Vazzoler    | Czigány Judit     |
| Professzor               | Tom Felleghy           | Füzessy Ottó      |
| Kínai étterem tulajdonos | Frank Nuyen            | Petrik József     |
| Mr. Robinson             | Pino Patti             | Szatmári István   |
| Mrs. Robinson            | Marilda Dona           | Pálos Zsuzsa      |
| Idős nő a vonaton        | Barbara Herrera        | Bakó Márta        |
| Vendég a vonaton         | Cesare Nizzica         | Szabó Ottó        |
| Jack Bold                | Giovanni Cianfriglia   | Koroknay Géza     |
| Johnson, Slim embere     | Lorenzo Fineschi       | Kránitz Lajos     |
| Slim másik emberei       | Benito Pacifico        | Soós László       |
| Pincér                   | N/A                    | Soós László       |
| Slim emberei             | Sergio Smacchi         | Ujlaki Dénes      |
| Slim emberei             | Ottaviano Dell’Acqua   | Varga T. József   |
| Slim emberei             | Aldo Dell'Acqua        | Surányi Imre      |
| Slim emberei             | Romano Puppo           | nem szólalnak meg |
| Slim emberei             | Angelo Ragusa          | nem szólalnak meg |
| Slim emberei             | Marco Stefanelli       | nem szólalnak meg |
| Slim emberei             | Nazzareno Zamperla     | nem szólalnak meg |
| Vasutas                  | N/A                    | Bálint György     |
| Csapos az étteremben     | N/A                    | Izsóf Vilmos      |
| Popsy felesége           | N/A                    | Feleki Sári       |
| Kocsis                   | N/A                    | Orosz István      |
| Morgan, a bankár         | N/A                    | Pathó István      |
| Mortuson                 | N/A                    | Gyalog Ödön       |
| Frash                    | N/A                    | Szoó György       |
| Cilinderesek             | N/A                    | Antal László      |
| Cilinderesek             | N/A                    | Móni Ottó         |

## Megjelenések
Ennek a filmnek is több kópiája jelent meg. Magyarországon 1985-ben a teljes 92 perces vágatlan verziót mutatták be a mozik, és a MOKÉP által kiadott VHS kazettára is a vágatlan változat került, azonban idehaza is forgalomba került egy vágott kópia, ami 4 perccel rövidebb, nem tartalmazza a betegek megszámolását az orvosi rendelő várójában (közvetlenül a rendelős jelenet előtt), továbbá az ágyas jelenet, amikor Bud le akar feküdni az ágyra, de az mindig elbillen (a kocsmai verekedés és a kutas jelenet között), valamint Bud és a seriff teljes verekedését. A vágott változat jelent meg Magyarországon DVD-n, valamint az RTL Klub, Film+, Film+2, Prizma TV, RTL+, Film Mánia, AMC is ezt adta le. (A vágott változatot az IMDb "német kópiának" nevezi).

## Szállóigévé vált mondatok
- Egy füzér banánt a doktor úrnak!
- Hol van itt a restórant?
  - Tessék?
  - Hol a vályú?
- Mit hozhatok második fogásként?
  - Mindent.
  - Tessék?
  - Mindent.
  - Mindent, ami a konyhában maradt a doktor úrnak!
- Egy dolgot rühellek: ha megzavarnak evés közben!

## Érdekességek
A vendéglőben játsszodó zabálási jelenetnél Bud Spencer ténylegesen is nagy mennyiségű ételt fogyasztott el, illetve Joe Bugner is addig evett, míg már egyáltalán nem bírta. Bár végül az elkészített ételt nem mind ők fogyasztották el, a maradékot a stáb tagjai közösen ették meg.
A filmben látható verekedési jelenetek minden eddigi Bud Spencerrel készült filmalkotásban látható bunyóhoz képest is sokkal aprólékosabban készültek el, ami nem kis erőfeszítést igényelt a kaszkadőröknek. Bugner is elmondta egyszer, hogy az előkészületekkel együtt több pofont kapott életében, mint a ringben (Bugner ugyanis hivatásos ökölvívó). Ugyanúgy a díszletek elkészítése is komoly pénzekbe került.
A Logan család háza régebbről származó spagettiwestern-díszlet volt, ahol 1968-ban leforgatták a Volt egyszer egy Vadnyugat c. Sergio Leone-féle filmet. Itt forgatták továbbá a Vadnyugati Casanova és az Élet vagy halál c. filmeket is Bud Spencerrel, de még több másik spagettiwestern készítői is felhasználták.

## Televíziós megjelenések
RTL Klub, Film+, Film+ 2, Prizma TV / RTL+, Film Mania, AMC